# Schengen-Raum

Der Schengen-Raum
Schengen-Raum (Kanaren / Azoren / Madeira liegen westlich der Karte)
De facto teilnehmende Staaten (Andorra, Monaco, San Marino und Vatikanstadt)
Künftiges Mitglied (Zypern)

Schengen-Raum, auch Schengenraum oder Schengen-Gebiet bzw. Schengengebiet, außerhalb der Rechtssprache häufig auch Schengen-Zone bzw. Schengenzone, bezeichnet vor allem in der Umgangssprache die Gemeinschaft derjenigen Staaten, unter denen systematische Personengrenzkontrollen im Regelfall nicht mehr stattfinden. Zollkontrollen, vor allem zwischen Mitgliedstaaten der Europäischen Union und dem Schengen-Raum angehörenden Drittstaaten, sind dagegen weiterhin möglich. Die Regeln, die an den Außen- und Binnengrenzen des Schengen-Raums gelten – dazu gehören u. a. stichprobenartige Personengrenzkontrollen sowie systematische Personengrenzkontrollen aus besonderem Anlass – ergeben sich nicht aus den Bestimmungen über den Schengen-Raum, sondern aus dem Schengener Grenzkodex.

## Begriff
Der Begriff geht auf den Unterzeichnungsort Schengen des Schengener Übereinkommens von 1985 zurück, mit dem der erste Schritt zum Wegfall der Binnengrenzkontrollen in Europa unternommen wurde. Es folgten das Schengener Durchführungsübereinkommen von 1990 und der Übergang von ursprünglich völkervertraglichen Vereinbarungen in das Recht der Europäischen Union über den sogenannten Schengen-Besitzstand am 1. Mai 1999.
Der Begriff ist – obwohl häufig benutzt – vage. Zu einem Rechtsbegriff ist er im deutschen Recht bislang nicht geworden. Im deutschen Bundesrecht erscheint der Begriff in § 69 AufenthV, wird dort jedoch nicht erklärt. In europäischen Dokumenten wird der Begriff häufiger verwendet, aber erst in zwischen der Europäischen Union (EU) und kleineren Drittstaaten zwischen 2010 und 2016 geschlossenen Visa-Abkommen erstmals legaldefiniert als
Diese Definition spiegelt die unionsrechtliche Sichtweise wider, die allerdings hinsichtlich des Merkmals Mitgliedstaaten der Union schon vor den ersten Visa-Abkommen 2010 überholt war, da die Europäische Union zuvor Abkommen mit Nicht-EU-Mitgliedstaaten geschlossen hatte, die sich zur Anwendung des Schengen-Besitzstandes verpflichtet hatten und damit zum Teil des Schengen-Raums geworden sind (Island, Norwegen, die Schweiz und 2011 auch Liechtenstein). Problematisch ist auch das Merkmal des Raums ohne Binnengrenzen, denn die nationalen Grenzen sind als solche nicht entfallen, sondern lediglich die systematische Kontrolle des grenzüberschreitenden Verkehrs. Selbst die Formulierung Raum ohne Binnengrenzkontrollen träfe nicht ganz zu, da innerhalb des Schengen-Raums zwischen den EU-Mitgliedstaaten und Nicht-EU-Mitgliedstaaten weiterhin Zollkontrollen durchgeführt werden, so z. B. zwischen Deutschland und der Schweiz. Hinzu kommt, dass manche Staaten nicht in ihrem gesamten Hoheitsgebiet von Personengrenzkontrollen absehen, Frankreich und die Niederlande z. B. nicht in den außerhalb Europas gelegenen Staatsteilen.
Aktuell treffend wäre für Schengen-Raum etwa die Definition:

„Raum ohne systematische Personengrenzkontrollen an den Binnengrenzen derjenigen Staaten, die den Schengen-Besitzstand vollständig anwenden, mit Ausnahme der ausgeschlossenen Teile des Hoheitsgebiets eines Staates“

## Mitgliedstaaten des Schengen-Raums
Orientiert am Merkmal des Wegfalls der Personengrenzkontrollen an den Binnengrenzen in Anwendung des Schengen-Besitzstands gehören folgende Staaten zum Schengen-Raum:
- Belgien, Deutschland, Frankreich, Luxemburg, Niederlande, Portugal und Spanien (seit 26. März 1995)
- Italien (seit 26. Oktober 1997)
- Österreich (seit 1. Dezember 1997 bei den Luftgrenzen, seit 1. April 1998 bei den Landgrenzen)
- Griechenland (seit 8. Dezember 1997)
- Dänemark, Finnland, Island, Norwegen, Schweden (seit 25. März 2001)[4][5]
- Estland, Lettland, Litauen, Malta, Polen, Slowakei, Slowenien, Tschechien und Ungarn (seit 21. Dezember 2007)
- Schweiz (seit 12. Dezember 2008 bei den Landgrenzen und 29. März 2009 bei den Luftgrenzen)[6][7]
- Liechtenstein (seit 19. Dezember 2011)[8]
- Kroatien (seit 1. Januar 2023 bei den Land- und Seebinnengrenzen und 26. März 2023 bei den Luftgrenzen)[9]
- Bulgarien und Rumänien (seit 31. März 2024 bei den Luft- und Seebinnengrenzen[10] und 1. Januar 2025 bei den Landgrenzen)[11]:  Am 31. März 2024 begann die schrittweise Erweiterung mit einem Teilbeitritt von Bulgarien und Rumänien zum Schengen-Raum. Die Personengrenzkontrollen fielen seitdem an den Luft- und den (allerdings kaum bedeutsamen) Seebinnengrenzen zwischen den beiden Ländern und dem restlichen Schengen-Raum weg.[12] Dem seit 2011 verhandelten Beitritt Rumäniens und Bulgariens zum Schengen-Raum widersprach vor allem Österreich.[13] Im Dezember 2023 lockerte Österreich seine ablehnende Haltung und schlug als Kompromiss einen Wegfall der Kontrollen zunächst im Luftverkehr („Air Schengen“) vor.[14] Der Wegfall der Kontrollen an den Landgrenzen sollte zu einem späteren Zeitpunkt erfolgen.[15] Im November 2024 wurde bekanntgegeben, dass Österreich sein Veto aufgegeben habe.[16] Am 12. Dezember 2024 wurde auf dem Treffen des Rates der Europäischen Union der vollständige Beitritt von Bulgarien und Rumänien zum 1. Januar 2025 beschlossen.[11]

### Ausgeschlossene Teile des Hoheitsgebiets der Mitgliedstaaten
Einige Staaten gehören nicht mit ihrem gesamten Hoheitsgebiet dem Schengen-Raum an. Es existieren folgende Ausschlüsse und Besonderheiten:

#### Frankreich und Niederlande

Außereuropäische Gebiete Frankreichs und der Niederlande (rot markiert) gehören nicht zum Schengen-Raum

Frankreich und die Niederlande haben bereits im Schengener Durchführungsübereinkommen von 1990 bestimmt, dass „nur das europäische Hoheitsgebiet der Französischen Republik“ (Frankreich) oder „nur das Hoheitsgebiet des Reichs in Europa“ (Niederlande) dem Schengen-Raum angehören (Art. 138 Schengener Durchführungsübereinkommen).
Die außereuropäischen Überseegebiete Frankreichs (namentlich Clipperton, Französische Süd- und Antarktisgebiete, Französisch-Guayana, Französisch-Polynesien, Guadeloupe, Martinique, Mayotte, Neukaledonien, Réunion, Saint Barthélemy, Saint-Martin, Saint-Pierre und Miquelon und Wallis und Futuna) gehören somit nicht zum Schengen-Raum.
Auch die besonderen Gemeinden der Niederlande in der niederländischen Karibik Bonaire, Saba und Sint Eustatius sowie die dortigen autonomen Länder Aruba, Curaçao und Sint Maarten sind kein Teil des Schengen-Raums.

#### Spanien

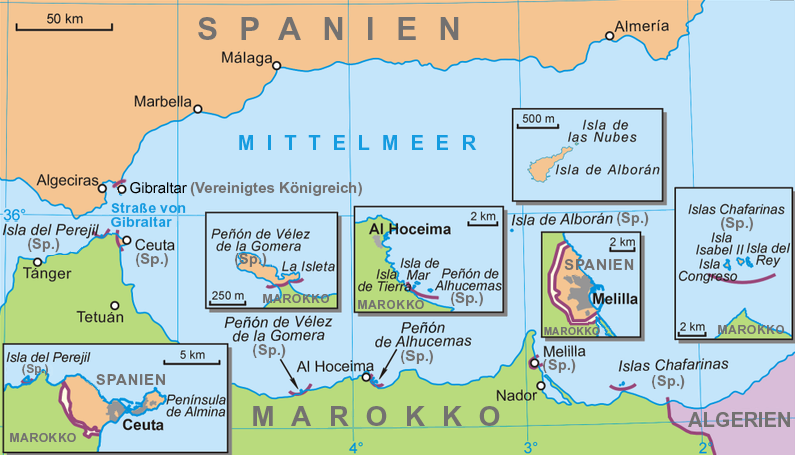
Ceuta und Melilla in Nordafrika

Spanien hat in der Schlussakte zum Beitrittsabkommen einen Sonderstatus für seine beiden in Nordafrika gelegenen Städte Ceuta und Melilla erreicht, weshalb diese nicht Teil des Schengen-Raums sind.
Nach III Nr. 1 der Schlussakte des Beitrittsabkommens vom 27. November 1990 ist es Spanien gestattet, den visafreien kleinen Grenzverkehr von Marokkanern aus den Provinzen Tetuán und Nador mit Ceuta und Melilla aufrechtzuerhalten. Für Marokkaner aus den übrigen Teilen Marokkos darf Spanien weiterhin Visa nur für diese beiden Städte ausstellen. Im Übrigen gelten die Einreisevorschriften für den Schengen-Raum (vgl. jetzt auch Artikel 41 Schengener Grenzkodex).
Aus diesem Grunde führt Spanien auf den Schiffs- und Flugverbindungen mit Herkunft aus Ceuta und Melilla und mit ausschließlicher Bestimmung des spanischen Festlandes weiterhin Kontrollen der Identität und der Dokumente durch. Schiffs- und Flugverbindungen von Ceuta und Melilla in andere Staaten kontrolliert Spanien ebenso. Die übrigen Plazas de soberanía sind dagegen Teil des Schengen-Raums, haben allerdings keine Zivilbevölkerung.
Auch die Kanarischen Inseln gehören zum Schengen-Raum. Sie gehören auch zum Zollgebiet der Europäischen Union, nicht aber zum Steuergebiet für Verbrauchsteuern und Mehrwertsteuern. Bei der Einreise aus diesen Gebieten findet daher eine Zollkontrolle statt.

#### Griechenland

Berg Athos

Der Berg Athos genießt in der Verfassung Griechenlands den Status eines autonomen Gebietes, das nicht von jedem betreten werden kann. Dem wird in der Schlussakte zum Beitrittsabkommen mit Griechenland nicht durch einen förmlichen Ausschluss vom Schengen-Raum Rechnung getragen, sondern lediglich durch eine Weitergabe der nationalen Sonderregelung. Wörtlich heißt es in Abschnitt II Nr. 5 der Schlussakte:
Dieser Sonderstatus rechtfertigt es nicht, die Grenze zwischen dem Berg Athos und dem restlichen Griechenland als Schengen-Außengrenze anzusehen. Formal ist der Berg Athos Teil des Schengen-Raums, wenn auch aufgrund der religiös begründeten Zugangsbeschränkungen Personengrenzkontrollen an seinen Grenzen stattfinden. Der Berg Athos gehört zum Zollgebiet der Europäischen Union, aber nicht zum Steuergebiet für Verbrauchsteuern und Mehrwertsteuern. Bei der Einreise aus diesem Gebiet findet daher eine Zollkontrolle statt.

#### Dänemark
Gemäß Art. 5 des Beitrittsabkommens mit Dänemark bezieht sich der Wegfall der Personengrenzkontrollen nicht auf die Färöer und nicht auf Grönland. Diese Gebiete sind somit kein Teil des Schengen-Raums.

#### Norwegen
Den Schengen-Besitzstand hat Norwegen gemäß Art. 14 des Assoziierungsabkommens nicht für Svalbard (Spitzbergen) übernommen. Damit ist Spitzbergen kein Teil des Schengen-Raums.

## Keine Mitgliedstaaten des Schengen-Raums

### Zypern
Die Republik Zypern gehört bislang nur zu den Teilanwendern des Schengen-Besitzstands und ist damit auch noch kein Teil des Schengen-Raums. Zur Übernahme des gesamten Schengen-Besitzstands sind bestimmte Voraussetzungen notwendig. Hierzu zählt der erfolgreiche Abschluss eines Evaluierungsverfahrens, in dem die für die Vollanwendung des Schengen-Besitzstands erforderlichen Voraussetzungen geprüft werden. Erst danach wird die politische Entscheidung über die Schengenvollanwendung und den Wegfall der Binnengrenzkontrollen gefällt. Darüber hinaus ist die Inbetriebnahme des weiterentwickelten Personen- und Sachfahndungssystems (Schengener Informationssystem der zweiten Generation – SIS II) verpflichtend, dem Zypern mit Wirkung vom 25. Juli 2023 beigetreten ist.

### Irland
Irland wendet den Schengen-Besitzstand nur in geringem Umfang an und ist als Teilanwender kein Mitgliedstaat des Schengen-Raums. Der EU-Ministerrat billigte einen entsprechenden Antrag zur verstärkten Zusammenarbeit von Polizei und Justiz in Strafsachen, bei der Drogenbekämpfung und bei dem Schengener Informationssystem (SIS). Es erfolgte jedoch kein Wegfall der Personengrenzkontrollen. Irland hat wegen seiner engen Verflechtungen mit Nordirland mit dem einheitlichen Reisegebiet (Common Travel Area) – in dem Grenzkontrollen zwischen der Republik Irland und Nordirland nicht stattfinden – auf die Mitgliedschaft im Schengen-Raum verzichtet, weil es andernfalls Grenzkontrollen zu Nordirland hätte einführen müssen.

### Andorra, Monaco, San Marino, Vatikanstadt
Andorra, Monaco, San Marino und Vatikanstadt gehören nicht dem Schengen-Raum an. Zu den Nachbarstaaten Frankreich, Spanien und Italien finden aber – unabhängig von den Schengen-Regeln – aus anderen Gründen keine Personengrenzkontrollen statt. Es gibt jedoch Zollkontrollen an den Grenzen zu Andorra.

### Vereinigtes Königreich einschließlich Gibraltar

Gibraltar

Das Vereinigte Königreich wandte während seiner EU-Mitgliedschaft – wie Irland – nur wenige Regeln des Schengen-Besitzstands an und war daher zu keiner Zeit Mitglied des Schengen-Raums. Mit dem Ende der Übergangszeit am 31. Dezember 2020 nach dem Austritt des Staates aus der Europäischen Union zum 31. Januar 2020 sind die wenigen bestehenden Verknüpfungen mit dem Schengen-Besitzstand vollständig erloschen. Das Vereinigte Königreich strebt jedoch für seine Bürger in Gibraltar die Aufnahme in den Schengen-Raum an. 
Eine Einigung über einen möglichen Rahmen für ein Abkommen zu Gibraltar haben Spanien und das Vereinigte Königreich am 31. Dezember 2020 erzielt. Spanien forderte die Europäische Union auf, auf der Grundlage dieser Einigung das Verfahren für die Aushandlung eines solchen Abkommens auf Unionsebene einzuleiten. Am 20. Juli 2021 hat die Kommission dem Rat empfohlen, sie zu ermächtigen, Verhandlungen mit dem Vereinigten Königreich für ein Abkommen in Bezug auf Gibraltar aufzunehmen. Die Verhandlungsposition der EU besteht in Bezug auf den Personenverkehr darin, die derzeitigen physischen Strukturen zu beseitigen, gleichzeitig jedoch daran festzuhalten, dass Gibraltar weder Teil des Schengen-Raums ohne Kontrollen an den Binnengrenzen noch Teil der Zollunion wird. In Bezug auf den Warenverkehr besteht die Verhandlungsposition der EU darin, die physischen Hindernisse zwischen Gibraltar und der Union für den freien Warenverkehr – einschließlich physischer Infrastrukturen oder Kontrollstellen und damit verbundener Überprüfungen und Kontrollen von Waren – zu beseitigen. Hierzu soll zwischen der EU und dem Vereinigten Königreich in Bezug auf Gibraltar eine Zollunion nach Artikel XXIV GATT 1994 geschaffen werden. Am 5. Oktober 2021 hat der Rat die Aufnahme von Verhandlungen über ein Abkommen mit Großbritannien in Bezug auf Gibraltar genehmigt. Spanien drängt Großbritannien angesichts der von der EU geplanten Einführung eines Einreise-/Ausreisesystems (EES) zu einer baldigen Einigung.
Diese Einigung wurde am 11. Juni 2025 in Brüssel erreicht. Dabei wird ein ähnliches Modell wie in Nordirland angewandt. Es werden bereits Passkontrollen am Flughafen in Gibraltar von spanischen Grenzbeamten durchgeführt, die dort auch Staatsbürgern des Vereinigten Königreichs die Einreise verweigern dürfen, da diese dann weiter im Schengenraum verkehren könnten. Außerdem soll Gibraltar durch ein Zollabkommen de-facto der Zollunion beitreten.